# Belgium hőmérsékleti rekordjainak listája
Belgium hőmérsékleti rekordjainak listája az ország hőmérsékleti szélsőértékeit tartalmazza. Az országban mért eddigi legmagasabb hőmérsékleti érték 41,5 Celsius fok volt, amelyet Izegem településen mértek 2019. július 24-én. 

## Belgium hőmérsékleti rekordjainak listája
| Július |            |          |    |            |               |      |
| Nap    | Minimum °C | Helyszín | Év | Maximum °C | Helyszín      | Év   |
| 23.    | --         | --       | -- | +41,5      | Izegem        | 2019 |
| 25.    | --         | --       | -- | 38,9       | Kleine-Brogel | 2019 |

A korábban július 25-én mért rekord 38,8 Celsius-fok volt 1947 júliusában.